# Parematheudes
Parematheudes is een geslacht van vlinders van de familie snuitmotten (Pyralidae).

## Soorten
- P. crista Shaffer J. C., 1997
- P. dentatus Shaffer J. C., 1997
- P. diacantha Shaffer J. C., 1997
- P. dionyx Shaffer J. C., 1997
- P. hamulus Shaffer J. C., 1997
- P. immaculata Shaffer J. C., 1997
- P. interpunctellus (Hampson, 1918)
- P. onyx Shaffer J. C., 1997
- P. polystictella (Hampson, 1918)
- P. roseotincta (Janse, 1922)
- P. simplex (Janse, 1922)
- P. tenuis Shaffer J. C., 1997